# Iodură de plumb
Iodura de plumb este o sare a plumbului cu acidul iodhidric cu formula chimică PbI2. Este greu solubilă în apă și are o culoare galbenă. Încălzită, devine, în mod reversibil, de culoare roșu-cărămiziu. Este toxică, ca și celelalte săruri de plumb și a fost utilizat ca pigment în pictură sub denumirea de galben de iod, dar, ulterior, acesta nu a mai fost utilizat din cauza instabilității sale. 

## Obținere

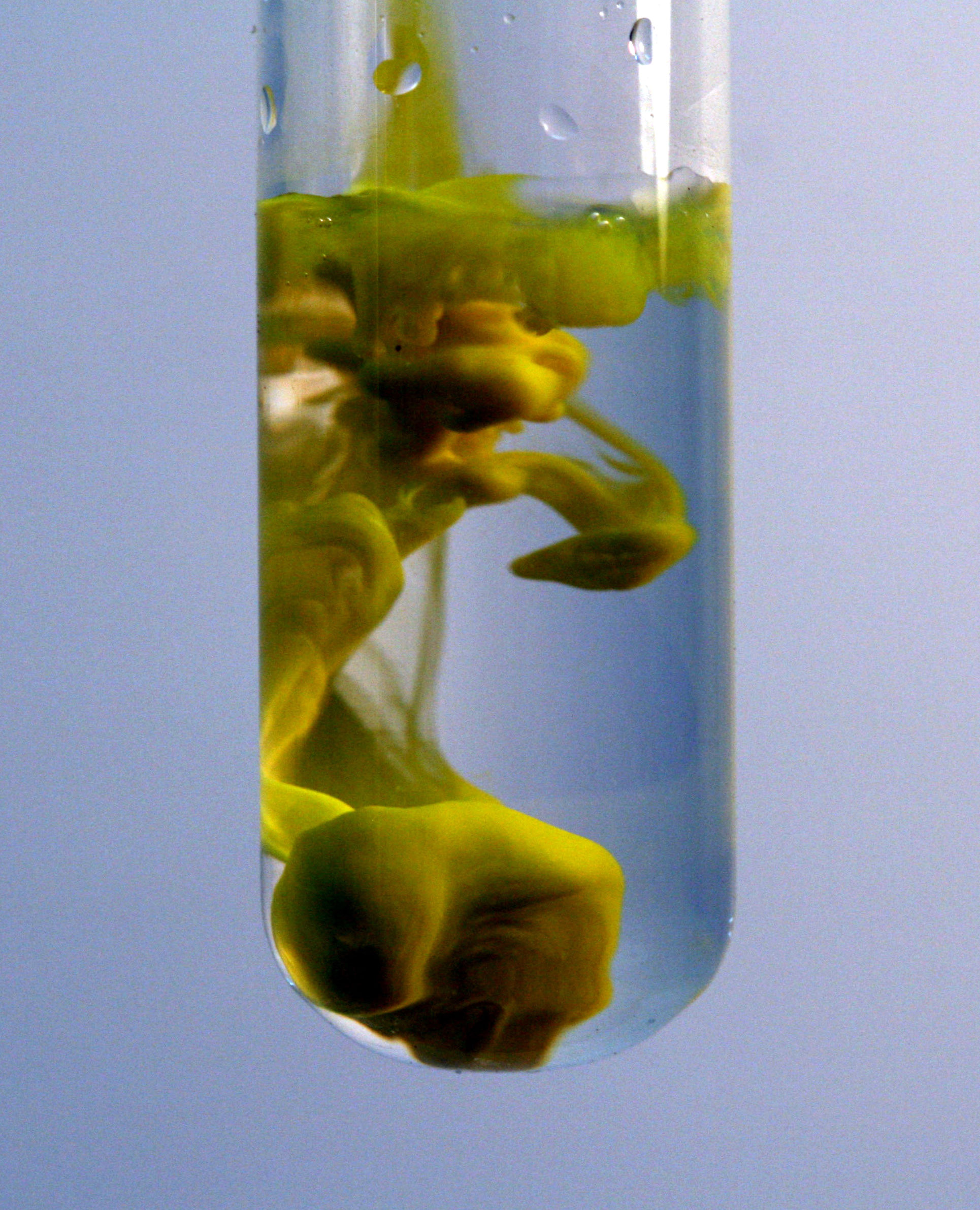
Imagine în care se precipită iodura de plumb prin reacţia dintre iodura de potasiu şi azotatul de plumb

Iodura de plumb se obține ca precipitat în urma reacției dintre o iodură (alcalină sau incoloră) și o sare solubilă de plumb (cel mai folosit este azotatul de plumb):
{\displaystyle \mathrm {Pb(NO_{3})_{2}(aq)+2KI(aq)\longrightarrow PbI_{2}\downarrow (s)+2KNO_{3}(aq)} }